# BMW E32
Con la sigla BMW E32 si intende la seconda generazione della BMW Serie 7, autovettura di lusso della Casa automobilistica tedesca BMW. Il modello E32 è stato prodotto dal 1986 al 1994.

## Storia e profilo
Nel 1986 la Casa di Monaco lanciò una nuova generazione di Serie 7, contraddistinta dal codice progettuale E32 ed incaricata di sostituire le ormai anziane BMW E23.
Sebbene le novità, come il controllo della trazione e i vari gadgets elettronici per gli interni, non mancassero (del resto la E32 era un'automobile completamente nuova), molti rimasero delusi dalla nuova ammiraglia.
La linea era più snella e filante di quella del modello precedente, firmata da Ercole Spada  ma non si poteva definire appariscente né innovativa, mentre le novità tecniche che presentava erano alla portata anche di altri modelli. Lo stesso discorso valeva per gli interni: eleganti, ben rifiniti e completi di ogni accessorio (incluso il climatizzatore automatico bizona) e automatismo (poggiatesta posteriori ad azionamento automatico e vari servomeccanismi elettrici), ma poco innovativi.
Nessuna novità, al momento del debutto, neppure per i motori, che erano i classici M30 a iniezione di 2986 cm³ (730i) o 3430 cm³ (735i), solo migliorati nella gestione elettronica. Entrambi abbinabili al cambio manuale a 5 marce o automatico a 4 (con tre programmi di funzionamento, una novità tecnica), i due motori conservavano all'incirca le potenze delle edizioni precedenti: 197 cv per il 3 litri (che tornava sul mercato) e 220cv per il 3,5 litri.
Considerate le vendite sottotono delle nuove Serie 7, la BMW decise di mettere in campo un propulsore in grado di dare quella personalità che mancava al modello. Alla fine del 1987 venne presentata la 750i, mossa da un motore V12 di 4988 cm³ (ottenuto unendo due bancate del 6 in linea di 2494 cm³ delle 325i E30) da 300 cv disponibile sia con passo normale che con passo allungato di 10cm (750iL), la 750i, completa di ogni gadget (incluse le sospensioni pneumatiche a controllo elettronico), era, assieme alla jaguar XJ12, l'unica berlina al mondo con motore a 12 cilindri. Era disponibile solo con trasmissione automatica.
Nel 1988 venne lanciata la 735iL, con passo lungo e cambio automatico.
Nel 1992, contemporaneamente ad un moderato restyling (alcuni particolari interni ed esterni), vennero introdotti due nuovi motori V8 a 32 valvole, completamente in alluminio, di 2997 e 3982 cm³. Caratterizzati da una distribuzione bialbero su ogni bancata, i nuovi propulsori disponevano, rispettivamente, di 218 e 286cv.
Con il lancio delle 730i V8 e 740i V8 (quest'ultima disponibile anche in versione iL con passo allungato), venne tolta dal listino la 735i, mentre la 730i a 6 cilindri rimaneva come modello d'accesso. Tutte le E32 a 8 e 12 cilindri disponevano ora di un cambio automatico a 5 rapporti (in alternativa a quello manuale su 730i e 730i V8, di serie su 740i/iL, 750i e 750iL).
Le BMW E32 uscirono di listino nel 1994, rimpiazzate dalle E38.

## Motorizzazioni

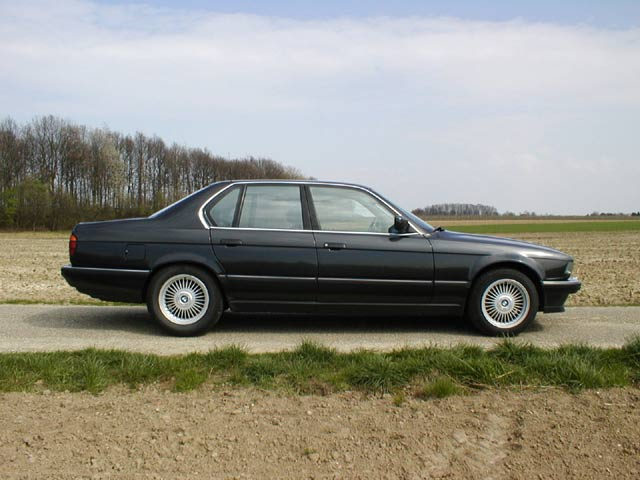
Vista laterale di una BMW E32

La gamma dei motori delle BMW E32 era molto più articolata rispetto a quella delle precedenti E23. Nella nuova generazione della Serie 7 si sono avuti motori a 6, 8 e persino a 12 cilindri. Tutti i motori erano a benzina ed erano alimentati ad iniezione elettronica: i 6 cilindri costituivano le motorizzazioni di ingresso e facevano parte della vecchia famiglia M30. Esse erano le uniche ad essere disponibili sia con catalizzatore che senza. I motori ad 8 cilindri (3 e 4 litri) erano componenti della famiglia M60 e l'unità V12 da 5 litri era nota come motore BMW M70. I motori V8 e V12 erano disponibili unicamente catalizzati.
In alcuni Paesi dove si utilizzava benzina composta diversamente da quella europea, i motori ad 8 cilindri hanno manifestato problemi di corrosione a causa dell'utilizzo di canne in nikasil, sensibili all'alta concentrazione di solfati all'interno del carburante stesso. Il problema sarebbe stato risolto con l'uso di canne in alusil, ma a quel punto era già in produzione la Serie 7 E38.
Nella seguente tabella vengono illustrate le varie versioni della Serie 7 E32, con relativi dati tecnici e prestazioni. I dati prestazionali che riportano due valori si riferiscono rispettivamente alle versioni con cambio manuale e automatico, laddove vi sia la possibilità di scegliere fra i due. Le versioni con motori da 4 e 5 litri hanno solo il cambio automatico.

## Riepilogo caratteristiche
| Modello  | Anni di produzione | Motore   | Cilindrata | Potenza max CV/rpm | Coppia max Nm/rpm | Velocità max Km/h | 0–100 km/h(s) |
| -------- | ------------------ | -------- | ---------- | ------------------ | ----------------- | ----------------- | ------------- |
| 730i     | 1987-92            | M30B30   | 2985       | 197/6000           | 275/3700          | 225 220           | 9"3 10"6      |
| 730i Kat | 1987-94            | M30B30   | 2985       | 188/5600           | 260/3700          | 222 217           | 9"4 10"8      |
| 730i V8  | 1992-94            | M60B30   | 2997       | 218/5800           | 290/4500          | 233 227           | 8"5 9"2       |
| 735i     | 1986-92            | M30B35LE | 3430       | 220/5700           | 315/4000          | 233 228           | 8"2 9"        |
| 735i Kat | 1986-92            | M30B35LE | 3430       | 211/5700           | 305/4000          | 230 225           | 8"3 9"1       |
| 740i     | 1992-94            | M60B40   | 3982       | 286/5800           | 400/4500          | 240               | 7"4           |
| 750i     | 1987-94            | M70B50   | 4988       | 300/5200           | 450/4100          | 250               | 7"4           |

N.B. la 740i era limitata elettronicamente a 240 km/h, mentre la 750i lo era a 250 km/h.